# マタンサス州

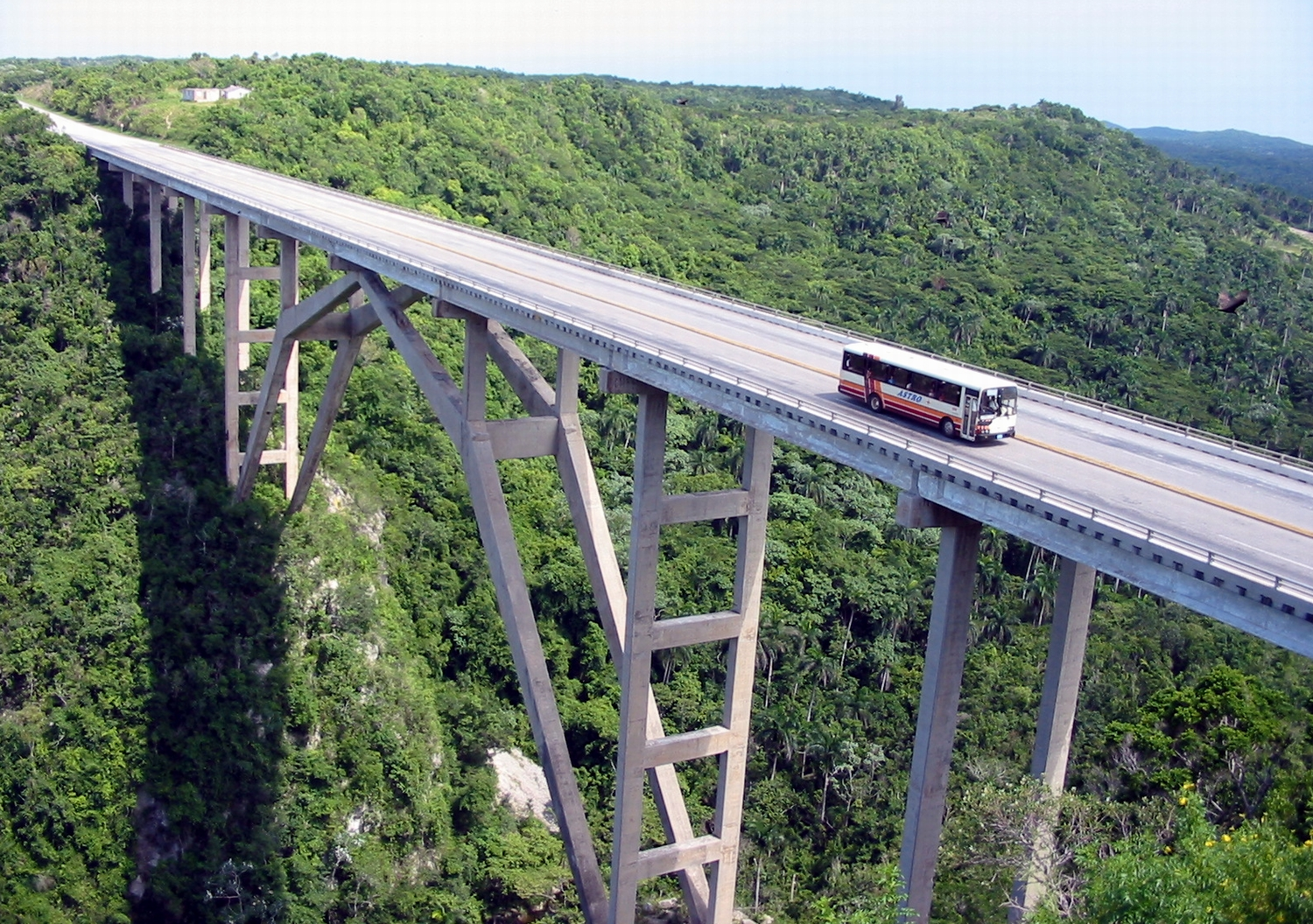
州西端にあるバクナヤグア橋梁

マタンサス州（マタンサスしゅう、西: Provincia de Matanzas）は、キューバを構成する州のひとつ。州都は州と同名のマタンサスで、その他カルデナス、コロン、ホベジャーノスなどの都市がある。リゾート地として知られるバラデーロもこの州に属す。
石油採掘施設、製油所、スーパータンカーの造船所に加え、21箇所もの砂糖工場を有す国内で最も工業化された州である。

## 地理
キューバの州のなかで二番目に大きい。平坦で、最高地点でも海抜は380mしかない。北西側の海岸はビーチもいくつかあるが岩がちで、北東側には海岸沿いに低木林やマングローブが生育している。沖にはサバーナ＝カマグエイ群島に属するキーと呼ばれる小島が多く浮かぶ。キューバ最北端のイカコス半島もこの州に属する。
南海岸ではキューバで最も独特な風景が見られる。サパータ半島にはサパータ沼という非常に大きな沼があるが、ピッグス湾事件で知られるコチーノス湾はこのサパータ半島の東側の海域を指す。

## 隣接州
- ビジャ・クララ州
- シエンフエーゴス州
- マヤベケ州

## 自治体
1976年から州内には14の自治体があったが、2010年8月にバラデーロが廃止されカルデナスに組み込まれたため、現在は13自治体が置かれている。
| 自治体                   | 人口 （2004年） | 面積 （平方キロ） | 座標                                                              | 備考         |
| ------------------------ | --------------- | ----------------- | ----------------------------------------------------------------- | ------------ |
| カリメーテ               | 29,736          | 958               | 北緯22度32分2秒 西経80度54分35秒 / 北緯22.53389度 西経80.90972度  |              |
| カルデナス               | 103,087         | 566               | 北緯23度02分34秒 西経81度12分13秒 / 北緯23.04278度 西経81.20361度 |              |
| シエナガ・デ・サパータ   | 8,750           | 4,320             | 北緯22度17分17秒 西経81度11分51秒 / 北緯22.28806度 西経81.19750度 |              |
| コロン                   | 71,579          | 597               | 北緯22度43分21秒 西経80度54分23秒 / 北緯22.72250度 西経80.90639度 |              |
| ハグエイ・グランデ       | 57,771          | 882               | 北緯22度31分46秒 西経81度07分57秒 / 北緯22.52944度 西経81.13250度 |              |
| ホベジャーノス           | 58,685          | 505               | 北緯22度48分38秒 西経81度11分52秒 / 北緯22.81056度 西経81.19778度 |              |
| リモナール               | 25,421          | 449               | 北緯22度57分22秒 西経81度24分31秒 / 北緯22.95611度 西経81.40861度 |              |
| ロス・アラボス           | 25,702          | 762               | 北緯22度44分24秒 西経80度42分57秒 / 北緯22.74000度 西経80.71583度 |              |
| マルティ                 | 23,475          | 1,070             | 北緯22度57分9秒 西経80度55分0秒 / 北緯22.95250度 西経80.91667度   |              |
| マタンサス               | 143,706         | 317               | 北緯23度03分5秒 西経81度34分30秒 / 北緯23.05139度 西経81.57500度  | 州都         |
| ペドロ・ベタンクール     | 32,218          | 388               | 北緯22度43分50秒 西経81度17分27秒 / 北緯22.73056度 西経81.29083度 |              |
| ペリーコ                 | 31,147          | 278               | 北緯22度46分31秒 西経81度00分54秒 / 北緯22.77528度 西経81.01500度 |              |
| ウニオン・デ・レージェス | 40,022          | 856               | 北緯22度48分2秒 西経81度32分13秒 / 北緯22.80056度 西経81.53694度  |              |
| バラデーロ               | 24,681          | 32                | 北緯23度08分23秒 西経81度17分10秒 / 北緯23.13972度 西経81.28611度 | 2010年に廃止 |

人口は2004年の国勢調査時、面積は1976年の行政区画再編時のデータ

## 人口動静
州の人口は2004年国勢調査時で67万5980人。総面積は1万1802.72平方キロ（4557.1平方マイル）で、人口密度は1平方キロあたり57.3人（1平方マイルだと148.4人）である。